# Muki Versicherungsverein auf Gegenseitigkeit
Der muki Versicherungsverein auf Gegenseitigkeit ist ein österreichischer Versicherungsverein auf Gegenseitigkeit, der Kranken-, Unfall-, Kfz-, Rechtsschutz- und Sachversicherungen anbietet. Er wurde 1988 als „Verein Mutter und Kind im Krankenhaus“ in Salzburg gegründet und übersiedelte bald darauf nach Ebensee (OÖ). Seit 2004 firmiert er unter dem heutigen Namen als eigenständiges Versicherungsunternehmen, der Firmensitz liegt seit 2009 in Bad Ischl.

## Geschichte

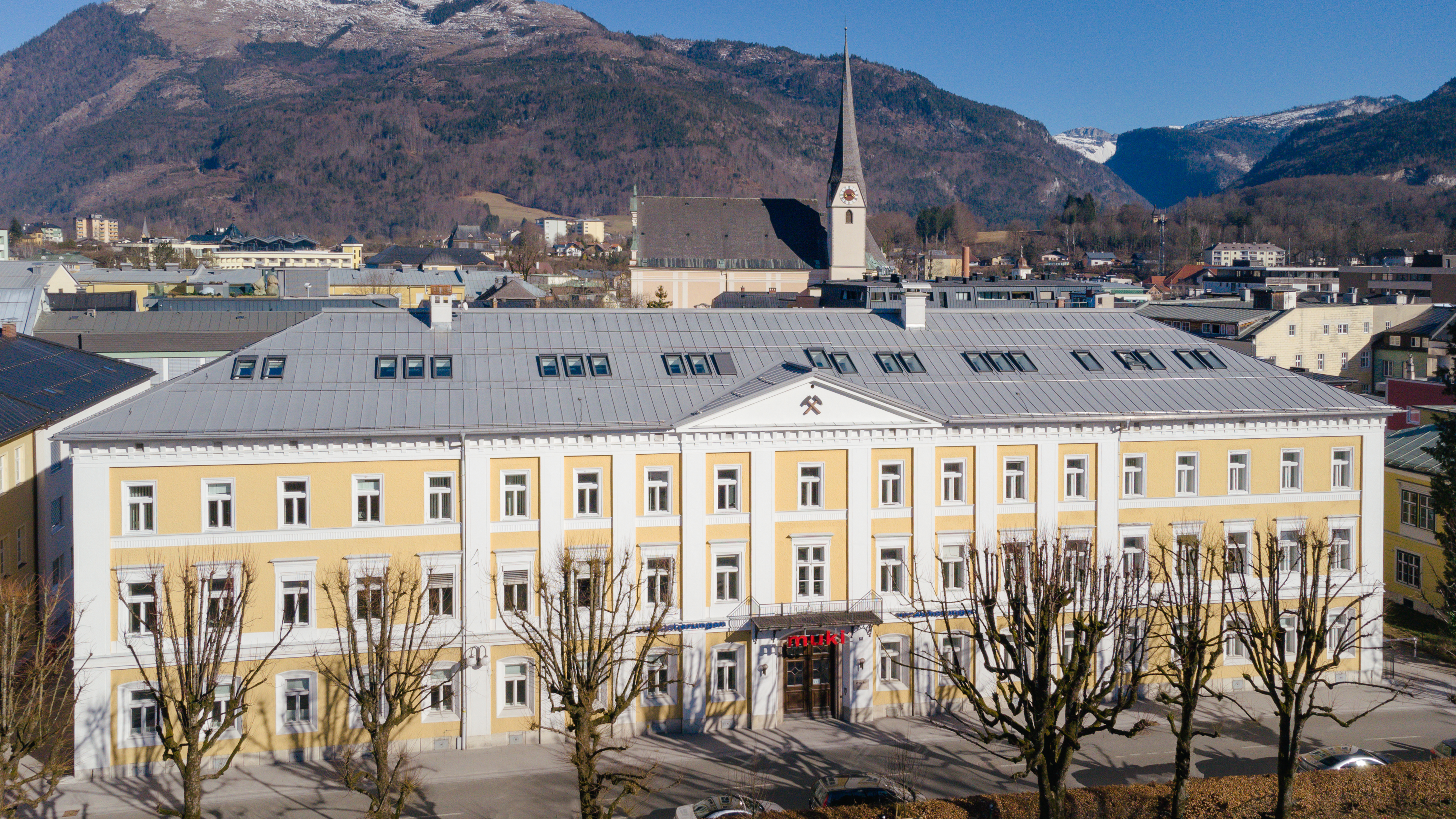
Zentrale des Unternehmens

Im Jahr 1988 wurde der Verein Mutter und Kind im Krankenhaus gegründet. Zweck des Vereins ist, über einen Mitgliedsbeitrag die anfallenden Spitalskosten bezahlen zu können und – nach ausländischem Vorbild – in Krankenhäusern eigene „Mutter-Kind-Zimmer“ zu schaffen.
Am 22. Juli 1988 wurde die Bildung des Vereins von der Sicherheitsdirektion Salzburg genehmigt, und in der konstituierenden Sitzung wurden Flora Nussbaumer zur Präsidentin und Ladislaus Hartl zum Generalsekretär gewählt. Aufgrund des Wachstums des Vereins erfolgte 1994 die Verlegung und Erweiterung des Vereinsbüros in das Areal einer ehemaligen Glasschleiferei, das bis Mai 2009 als Vereinsbüro bzw. als Firmensitz genutzt wurde.
2004 erfolgte die Zulassung als Versicherungsunternehmen und die Gründung des muki Versicherungsverein auf Gegenseitigkeit. muki ist seit diesem Zeitpunkt ein eigenständiges Versicherungsunternehmen, das erste, das seit Kriegsende in dieser Form in Österreich gegründet wurde. Die Sparten umfassten zu dieser Zeit Kranken- sowie Unfallversicherung. Die beiden Vorstände Ladislaus Hartl und Wenzel Staub leiteten die Geschäfte. Der Aufsichtsrat bestand aus Bankkaufleuten, Rechtsanwälten und Privatpersonen.
Am 4. Mai 2009 bezog der muki VVaG seinen neuen Firmensitz in der ehemaligen Generaldirektion der Salinen Austria in Bad Ischl.